# Leigh (Nebraska)
Leigh je selo u američkoj saveznoj državi Nebraska. Prema popisu stanovništva iz 2010. u njemu je živjelo 405 stanovnika.